# 50 Ways to Leave Your Lover (film)
50 Ways to Leave Your Lover is een Amerikaanse romantische komedie uit 2004, geschreven en geregisseerd door Jordan Hawley met in de hoofdrol Paul Schneider.

## Verhaal
Ghostwriter Owen McCabe heeft het gehad met Los Angeles, waar hij zijn dagen vult met het schrijven van opgeblazen autobiografieën. Na een aardbeving beslist hij om Los Angeles te verlaten en een nieuw leven op te bouwen. Hij vertelt zijn klanten, vrienden en huisgenoten wat hij echt over hen denkt en vertrekt naar de luchthaven. Daar loopt hij Val tegen het lijf, een kennis op wie hij verliefd is. Daarop besluit hij om nog wat langer te blijven om te zien of het iets kan worden tussen hen beiden.

## Rolverdeling
| Acteur             | Personage    |
| ------------------ | ------------ |
| Paul Schneider     | Owen McCabe  |
| Jennifer Westfeldt | Val          |
| Poppy Montgomery   | Allison      |
| Tori Spelling      | Stephanie    |
| Fred Willard       | Bucky Brandt |
| Dorian Missick     | Rob          |
| Elya Baskin        | Dr. Stepniak |